# Temporada 1996-97 de los Indiana Pacers
La temporada 1996-97 fue la vigesimoprimera de los Indiana Pacers en la NBA, tras la fusión de la liga con la ABA, donde había jugado nueve temporadas más. La temporada regular acabó con 39 victorias y 43 derrotas, ocupando el décimo puesto de la conferencia Este, no logrando clasificarse para los playoffs.

## Elecciones en elDraft
| Ronda | Puesto | Jugador       | Posición  | Nacionalidad   | Universidad       |
| ----- | ------ | ------------- | --------- | -------------- | ----------------- |
| 1     | 10     | Erick Dampier | Pívot     | Estados Unidos | Mississippi State |
| 2     | 52     | Mark Pope     | Ala-pívot | Estados Unidos | Kentucky          |

## Temporada regular
| División Central    | División Central | División Central | División Central | División Central | División Central | División Central | División Central | División Central |
| Equipo              | G                | P                | %                | PD               | Casa             | Fuera            | Div              |                  |
| ------------------- | ---------------- | ---------------- | ---------------- | ---------------- | ---------------- | ---------------- | ---------------- | ---------------- |
| y-Chicago Bulls     | 69               | 13               | .841             | –                | 39–2             | 30–11            | 24–4             |                  |
| x-Atlanta Hawks     | 56               | 26               | .683             | 13               | 36–5             | 20–21            | 17–11            |                  |
| x-Detroit Pistons   | 54               | 28               | .659             | 15               | 30–11            | 24–17            | 17–11            |                  |
| x-Charlotte Hornets | 54               | 28               | .659             | 15               | 30–11            | 24–17            | 14–14            |                  |
| Cleveland Cavaliers | 42               | 40               | .512             | 27               | 25–16            | 17–24            | 13–15            |                  |
| Indiana Pacers      | 39               | 43               | .476             | 30               | 21–20            | 18–23            | 11–17            |                  |
| Milwaukee Bucks     | 33               | 49               | .402             | 36               | 20–21            | 13–28            | 10–18            |                  |
| Toronto Raptors     | 30               | 52               | .366             | 39               | 18–23            | 12–29            | 6–22             |                  |

## Estadísticas

### Temporada regular
| Rk | Jugador          | Edad | Pos. | P  | PT | MP   | TC  | TCI  | %TC   | T3  | T3I | %T3   | TL  | TLI | %TL  | RO  | RD  | RT  | AS  | RB  | TAP | BP  | FP  | PTS  |
| -- | ---------------- | ---- | ---- | -- | -- | ---- | --- | ---- | ----- | --- | --- | ----- | --- | --- | ---- | --- | --- | --- | --- | --- | --- | --- | --- | ---- |
| 1  | Reggie Miller    | 31   | SG   | 81 | 81 | 36.6 | 6.8 | 15.4 | .444  | 2.8 | 6.6 | .427  | 5.2 | 5.9 | .880 | 0.7 | 2.9 | 3.5 | 3.4 | 0.9 | 0.3 | 2.0 | 2.1 | 21.6 |
| 2  | Mark Jackson     | 31   | PG   | 30 | 30 | 35.1 | 3.2 | 7.6  | .427  | 0.6 | 1.9 | .316  | 2.0 | 2.6 | .766 | 0.7 | 3.5 | 4.1 | 9.8 | 1.5 | 0.1 | 3.4 | 1.9 | 9.0  |
| 3  | Dale Davis       | 27   | PF   | 80 | 76 | 32.4 | 4.6 | 8.6  | .538  | 0.0 | 0.0 |       | 1.2 | 2.7 | .428 | 3.8 | 5.9 | 9.7 | 0.7 | 0.8 | 1.0 | 1.4 | 2.9 | 10.4 |
| 4  | Rik Smits        | 30   | C    | 52 | 52 | 29.2 | 6.8 | 14.1 | .486  | 0.0 | 0.2 | .250  | 3.3 | 4.2 | .797 | 2.0 | 4.9 | 6.9 | 1.3 | 0.4 | 1.1 | 2.4 | 3.4 | 17.1 |
| 5  | Derrick McKey    | 30   | SF   | 50 | 49 | 29.0 | 3.0 | 7.6  | .391  | 0.3 | 1.2 | .259  | 1.8 | 2.5 | .724 | 1.6 | 3.2 | 4.8 | 2.7 | 0.9 | 0.6 | 1.7 | 2.8 | 8.0  |
| 6  | Antonio Davis    | 28   | PF   | 82 | 28 | 28.5 | 3.8 | 7.8  | .480  | 0.0 | 0.2 | .071  | 2.9 | 4.4 | .666 | 2.3 | 5.0 | 7.3 | 0.8 | 0.5 | 1.0 | 1.7 | 3.2 | 10.5 |
| 7  | Travis Best      | 24   | PG   | 76 | 46 | 27.2 | 3.6 | 8.2  | .442  | 0.8 | 2.0 | .368  | 2.0 | 2.6 | .756 | 0.5 | 1.7 | 2.2 | 4.2 | 1.3 | 0.1 | 2.0 | 2.9 | 9.9  |
| 8  | Haywoode Workman | 31   | PG   | 4  | 2  | 20.3 | 2.8 | 5.0  | .550  | 0.0 | 0.8 | .000  | 0.0 | 0.3 | .000 | 1.0 | 0.8 | 1.8 | 2.8 | 0.8 | 0.0 | 1.3 | 2.5 | 5.5  |
| 9  | Vincent Askew    | 30   | SG   | 41 | 0  | 20.0 | 1.9 | 4.5  | .432  | 0.2 | 0.6 | .292  | 1.7 | 2.1 | .791 | 0.6 | 1.8 | 2.4 | 2.2 | 0.4 | 0.1 | 1.0 | 3.0 | 5.7  |
| 10 | Duane Ferrell    | 31   | SF   | 62 | 18 | 18.0 | 2.6 | 5.4  | .472  | 0.3 | 0.7 | .409  | 0.9 | 1.5 | .617 | 0.9 | 1.4 | 2.3 | 1.1 | 0.6 | 0.1 | 0.9 | 1.9 | 6.4  |
| 11 | Jalen Rose       | 24   | SF   | 66 | 6  | 18.0 | 2.6 | 5.7  | .456  | 0.3 | 1.1 | .292  | 1.8 | 2.4 | .750 | 0.4 | 1.4 | 1.8 | 2.3 | 0.9 | 0.3 | 1.6 | 2.1 | 7.3  |
| 12 | Reggie Williams  | 32   | SF   | 2  | 0  | 16.5 | 1.0 | 4.5  | .222  | 0.0 | 0.5 | .000  | 0.5 | 1.0 | .500 | 0.5 | 3.0 | 3.5 | 1.0 | 0.0 | 0.0 | 1.0 | 2.5 | 2.5  |
| 13 | Erick Dampier    | 21   | C    | 72 | 21 | 14.6 | 1.8 | 4.7  | .390  | 0.0 | 0.0 | 1.000 | 1.5 | 2.3 | .637 | 1.3 | 2.8 | 4.1 | 0.6 | 0.3 | 1.0 | 1.2 | 2.1 | 5.1  |
| 14 | Jerome Allen     | 24   | SG   | 51 | 1  | 13.6 | 1.1 | 2.9  | .388  | 0.5 | 1.2 | .390  | 0.5 | 0.9 | .574 | 0.3 | 1.0 | 1.3 | 2.1 | 0.5 | 0.0 | 1.1 | 1.3 | 3.2  |
| 15 | Fred Hoiberg     | 24   | SG   | 47 | 0  | 12.2 | 1.4 | 3.3  | .429  | 0.6 | 1.5 | .414  | 1.3 | 1.6 | .792 | 0.3 | 1.4 | 1.7 | 0.9 | 0.6 | 0.1 | 0.5 | 1.1 | 4.8  |
| 16 | Eddie Johnson    | 37   | SF   | 28 | 0  | 10.9 | 2.1 | 4.9  | .434  | 0.3 | 1.0 | .321  | 0.7 | 1.0 | .741 | 0.1 | 1.3 | 1.4 | 0.6 | 0.2 | 0.0 | 0.6 | 1.2 | 5.3  |
| 17 | Darvin Ham       | 23   | SF   | 1  | 0  | 5.0  | 1.0 | 1.0  | 1.000 | 0.0 | 0.0 |       | 1.0 | 2.0 | .500 | 0.0 | 0.0 | 0.0 | 0.0 | 1.0 | 0.0 | 1.0 | 0.0 | 3.0  |
| 18 | LaSalle Thompson | 35   | C    | 9  | 0  | 3.9  | 0.0 | 0.3  | .000  | 0.0 | 0.0 |       | 0.3 | 0.4 | .750 | 0.2 | 0.7 | 0.9 | 0.2 | 0.0 | 0.0 | 0.2 | 0.8 | 0.3  |
| 19 | Brent Scott      | 25   | PF   | 16 | 0  | 3.4  | 0.5 | 1.1  | .471  | 0.0 | 0.0 |       | 0.2 | 0.4 | .500 | 0.2 | 0.4 | 0.6 | 0.2 | 0.1 | 0.1 | 0.3 | 0.9 | 1.2  |